# Gamasellus cophinus
Gamasellus cophinus är en spindeldjursart som beskrevs av Lee 1973. Gamasellus cophinus ingår i släktet Gamasellus och familjen Ologamasidae. Inga underarter finns listade i Catalogue of Life.